# ليونارد كيث وارد
ليونارد كيث وارد (17 فبراير 1879 - 30 سبتمبر 1964) (بالإنجليزية: Leonard Keith Ward)‏ هو جيولوجي ولاعب كريكت أسترالي.

## وصلات خارجية
- ليونارد كيث وارد على موقع إي آس بي آن كريك إنفو (الإنجليزية)